# AMC (canal de televisión)
AMC es un canal de televisión por suscripción de origen estadounidense, propiedad de AMC Networks, el cual emite principalmente películas, junto con una cantidad limitada de programación original. El nombre del canal inicialmente era American Movie Classics. Sin embargo, desde 2002, el nombre completo ha perdido significado a raíz del cambio importante que ha sufrido el canal debido a su programación.
Hasta julio de 2015, aproximadamente 94 832 000 hogares en los Estados Unidos que están suscritos a un servicio de televisión de pago recibe AMC (equivalente al 81.5 % de hogares estadounidenses que poseen, al menos, un equipo de televisión).

## Historia

### 1984-2002: centrado en películas clásicas
American Movie Classics, como era conocido originalmente, debutó el 1 de octubre de 1984 como un canal prémium. El formato original del canal estaba centrado en películas clásicas —hechas en gran parte antes de la década de 1950— que eran emitidas durante la tarde y las primeras horas de la noche en un formato libre de publicidad, sin editar, sin cortar y sin ningún color. AMC era originalmente una empresa conjunta entre Rainbow Media y el proveedor de televisión por cable Tele-Communications Inc. Durante sus primeros años, no era raro que el canal emitiera una maratón de películas de los Hermanos Marx, o mostrara clásicos como El Fantasma de la Ópera. En 1987, AMC comenzó a estar disponible en el paquete básico de muchos proveedores de cable. En 1989, AMC estaba disponible para treinta y nueve millones de suscriptores en los Estados Unidos.
En 1993, Cablevision compró un 50 % de participación en AMC, ocasionando que Rainbow Media de Cablevision se convirtiera en el dueño mayoritario del canal; dicho sea de paso, en agosto de ese año, Liberty anunció su intención de comprar el 25 % de las acciones de Cablevision en el canal, con la Turner Broadcasting System ayudando a financiar la compra, siempre y cuando ellos tuvieran la opción de comprar el canal. Al año siguiente, Time Warner (que más tarde también compraría el principal rival de AMC, Turner Classic Movies, tras la adquisición de Turner de la empresa Broadcasting System en 1996) también intentó adquirir al menos una parte de la participación de Liberty Media en AMC.
Alrededor de este tiempo, General Electric (NBC) poseía una participación en AMC que subsistió hasta la década del 2000. Entre 1996 a 1998, AMC emitió su primera serie original, Remember WENN, una serie de media hora sobre una estación de radio durante el pico de la influencia de la radio en la década de 1930. Esta serie fue bien recibida por la crítica y sus entusiastas fanes, pero fue cancelado abruptamente después de su cuarta temporada en la que un cambio de dirección se hizo cargo. A pesar de una campaña por escrito bien publicitada para salvar la serie, el espectáculo no fue renovado para su quinta temporada.
Uno de sus programas más populares era American Pop! (originalmente concebido como una vista previa de un nuevo canal de cable de 24 horas), que fue emitido entre 1998 y 2002, y contó con las películas de los años 50 y 60 destinadas a los baby boomers (como Beach Blanket Bingo). También se emitía un segmento sobre tráileres clásicos, anuncios de algunos Drive-in y videos musicales de películas clásicas.
La mayoría de las películas presentadas en AMC durante la década de 1990 pertenecían a Paramount Pictures, 20th Century Fox, Columbia Pictures y Universal Studios. 
Durante la mayor parte de sus dieciocho años, el canal ofrecía películas sin cortes, sin colorar y sin comerciales. Sus ingresos provenían de los honorarios de transporte prestados por los proveedores de cable que ofrecían el canal a los suscriptores. AMC comenzó gradualmente a poner anuncios comerciales entre y durante las películas, desde 1998.

### 2002-2009: cambio de formato y expansión hacia la programación original
El 30 de septiembre de 2002, AMC cambió su formato de un canal de cine clásico a uno de películas en general, así como programación original. Kate McEnroe, el entonces presidente de AMC Networks, citó la falta de subsidios de los proveedores de cable como la razón para emitir publicidad.
En el momento del cambio, la compañía trató de lanzar otro canal llamado AMC Hollywood Classics, que habría obligado a los espectadores a realizar un pago adicional para recibir el canal. Este canal habría transmitido clásicos en blanco y negro desde las décadas de 1930 a 1950. Sin embargo, el nuevo canal nunca debutó.
En 2004, AMC emitió su primera serie de realidad llamada FilmFakers, con actores que creían estar audicionando para un papel principal en una película de verdad, solo para enterarse de que eran objeto de una broma y que esa película no existía. Un artículo del New York Times sobre el espectáculo dijo: «FilmFakers pueden recordado como uno de los más humildes reality todavía». De 2002 a 2007, AMC había emitido películas clásicas y documentales sobre la historia del cine como Backstory.
En 2006, AMC comenzó a agregar más programación original, con su primera miniserie: Broken Trail. Al año siguiente, se estrenó su primera serie dramática original, Mad Men. El show fue aclamado por la crítica de inmediato y ganó dieciséis premios Emmy. Breaking Bad, un drama sobre un profesor de química enfermo de cáncer que se involucra en la fabricación y tratamiento de la metanfetamina, se estrenó en 2008, también con gran éxito.

### 2009-2013: «Story Matters Here»
El 31 de mayo de 2009, durante Breaking Bad, AMC fue rebautizado con un nuevo eslogan, «Story Matters Here». Más tarde ese mismo año, estrena su segunda miniserie, El Prisionero.
En 2010 también se estrenaron Rubicon y The Walking Dead. Mientras que Rubicon fue cancelado, The Walking Dead se convirtió en un enorme éxito y se ha convertido en la serie más vista en la historia del cable básico en Estados Unidos.
En 2011, Rainbow Media se separó de Cablevisión y pasó a llamarse AMC Networks. Además ese año, estrenaron los dramas The Killing y Hell on Wheels, un web show original, The Walking Dead: Torn Apart, y el programa de discusión sobre The Walking Dead: Talking Dead.
En 2012, AMC estrenó El Paso, Comic Book Men y un segundo web show sobre TWD llamado The Walking Dead: Cold Storage.

### 2013-presente: «Something More»
El 31 de marzo de 2013, durante el final de la tercera temporada de The Walking Dead, AMC presentó su nuevo eslogan «Something More» y se cambia el logotipo, pasando a ser un bloque de oro macizo con el acrónimo AMC en el centro. 
En julio de 2013 se anunció la serie Halt and Catch Fire, estrenada finalmente en 2014.

## AMC+
AMC+ es un paquete de transmisión prémium sin comerciales que incluye los mismos beneficios de AMC Premiere, acceso temprano a series adicionales de AMC, así como contenido adicional de la biblioteca de las redes hermanas BBC America, IFC y SundanceTV, y las colecciones completas de otros AMC. Servicios de transmisión de redes que incluyen Shudder, Sundance Now y también IFC Films Unlimited. El servicio está disponible a través de la mayoría de los servicios de transmisión por $ 8.99 por mes como Apple TV, Amazon Prime Video y Roku y también tiene un precio reducido para los suscriptores de canales de AMC existentes, como Xfinity, Dish Network y Sling TV. Al igual que AMC Premiere, actualmente solo está disponible en los Estados Unidos.

## Programación
Aunque las películas siguen siendo parte importante de su programación, la cadena ha llamado la atención en los últimos años por sus series originales. La mayor parte de la programación original de AMC antes de 2007 consistía en programas documentales y de revisión relacionados con el cine. 
El estreno de Mad Men en 2007, seguido por el de Breaking Bad en 2008, le dio a AMC una reputación a la par de HBO y Showtime. El canal también transmite algunos programas adquiridos, tales como CSI: Miami y Los Tres Chiflados. 